# Nazwy narzędzi
Nazwy narzędzi (łac. nomina instrumentu) – rzeczowniki odczasownikowe (rzadziej formy złożone z drugim członem czasownikowym), odnoszące się do narzędzi (a także przyrządów, instrumentów itp.), za pomocą których wykonane są czynności nazwane przez podstawę słowotwórczą. 
Najczęstszymi sufiksami słowotwórczymi są tu:
- -ka i sufiksy złożone (-acz- // -ar- // -al- + -ka), czyli: -aczka, -arka, -alka (np. motyka, myjka, łyżka; wycieraczka; zmywarka, niszczarka, nagrywarka; pralka),
- -nik, -alnik (np. podnośnik, zapalnik, ciągnik),
- -nica (np. mównica),
- -acz (np. zmywacz, spinacz, zszywacz),
- -ak (np. podbierak),
- -(i)dło (np. imadło),
- a także formy wygenerowane za pomocą derywacji bezafiksalnej (np. dźwig)[1].

Nazwy narzędzi lub środków pomocniczych, które powstały z wyrazów obcych odznaczają się formantem słowotwórczym -(a)tor (np. akumulator, sekator, tranzystor).